# Mauricio Bayro Corrochano
Mauricio Bayro Corrochano (Cochabamba, Bolivia, 20 de octubre de 1957) es un artista plástico y arquitecto boliviano. Desarrolla distintas disciplinas plásticas, como el diseño, la pintura, diferentes técnicas del muralismo, la gráfica, el dibujo y la fotografía. 

## Biografía
Nació en 1957 en la ciudad de Cochabamba. Fue el séptimo de nueve hermanos, de una familia en la que distintas manifestaciones artísticas eran parte del entorno y las actividades cotidianas. Su formación inicial se dio con su hermano Carlos quien descubrió sus habilidades para el dibujo y lo apoyó para desarrollarlas. El ambiente creativo en la casa familiar estimuló el estudio y la práctica de distintas expresiones durante su niñez y adolescencia.

## Trayectoria artística
En los años 70 realizó los primeros trabajos plásticos y de diseño, especialmente de muebles de madera. El ambiente sociopolítico de la época, caracterizado por la dictadura y consecuente violencia estatal, era un obstáculo para desarrollar la creatividad, por lo que muchos jóvenes buscaron nuevos horizontes fuera del país, como Mauricio que partió a México con el objetivo de realizar estudios profesionales y experimentar una diferente forma de vida.
El año 1978, a los 19 años llegó a la Ciudad de México donde ingresó a la Facultad de Arquitectura de la Universidad Nacional Autónoma de México, en la que cursó y concluyó la licenciatura como arquitecto. A su vez participó en talleres de dibujo, fotografía, cine, grabado y pintura. En los inicios de los 80 realizó una residencia de estudio del dibujo y la pintura con el maestro mexicano Humberto Oramas en la especialidad de pintura de caballete al óleo. En ese periodo presentó las primeras exposiciones en Ciudad de México. 
Culminada la etapa de formación y aprendizaje retornó a Bolivia para establecerse en la ciudad de La Paz, donde se integró a los movimientos artísticos y plásticos post etapa dictatorial, los que representaban a una vigorosa renovación generacional de propuestas y acciones culturales. En esta etapa exploró técnicas y materiales, consolidó el Taller de Artes Abracadabra, espacio cultural en que la práctica, producción y gestión artística fue parte de una actividad que evolucionó al muralismo y la intervención urbana.
Posteriormente se vinculó a colectivos artísticos contestatarios y comprometidos especialmente con temáticas sociales y ambientales. En esos años, sus actividades y obras se desarrollaron de forma paralela entre la arquitectura, la pintura, el muralismo, la gráfica, fotografía y el diseño, expresiones plásticas con las que participó en concursos, eventos y bienales de arte nacionales e internacionales.
El año 2006 se integró a la docencia universitaria en la carrera de Artes de la Facultad de Arquitectura, Arte, Diseño y Urbanismo de la Universidad Mayor de San Andrés. El año 2015 se tituló con el grado de Magíster, maestro en Ciencias en Conservación del Patrimonio Cultural otorgado por la UMSA con la tesis Los muros de la memoria.

## Obra
- La Paz húmeda. Tríptico I. (1984). Dibujo con grafo y tinta china sobre papel en la que se expresan rincones y universos urbanos.

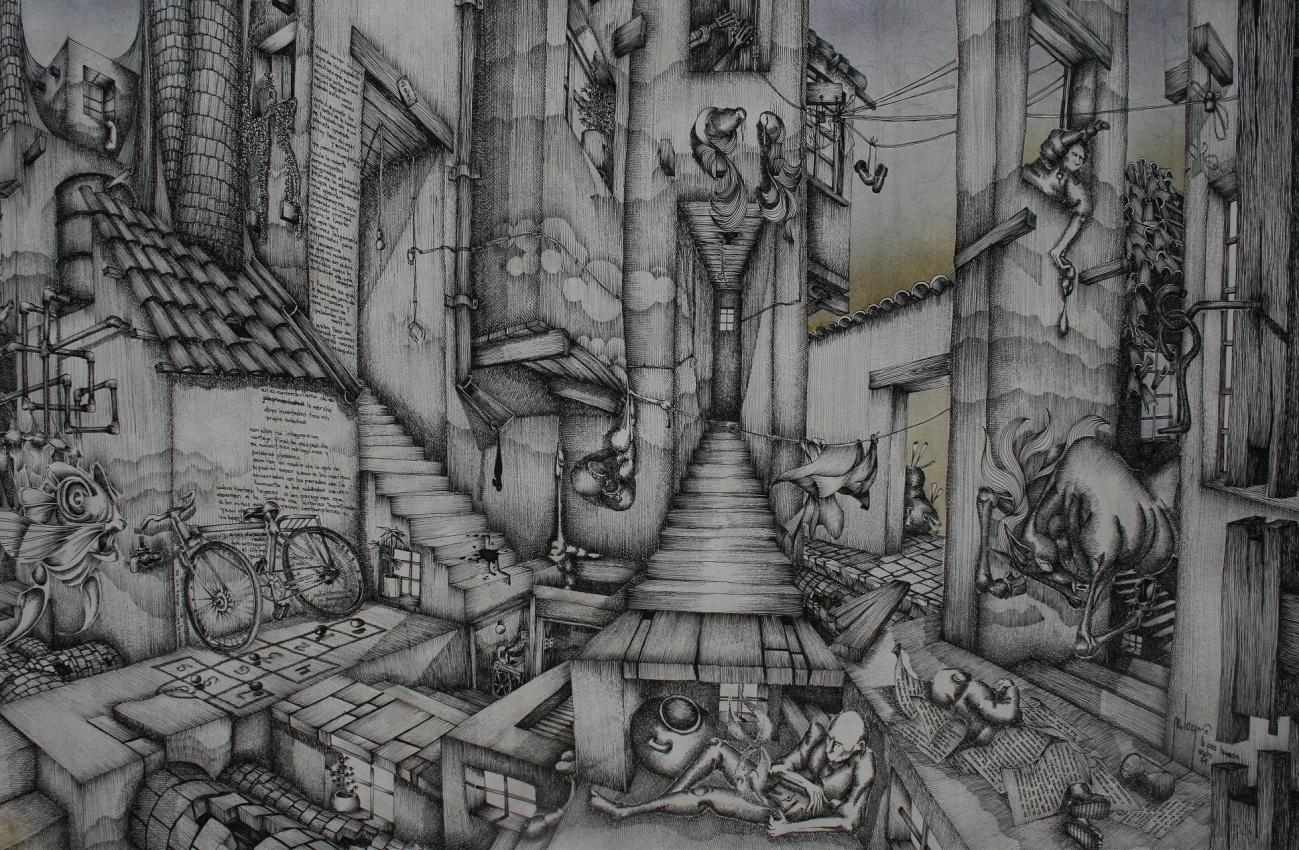
La Paz húmeda. 1984. Tríptico I.

Esta obra refleja las primeras impresiones del artista sobre la ciudad de La Paz, sus callejuelas, recovecos y conventillos, sus personajes y las sensaciones que le producían en conjunto.
- Visión fantástico delirante de la revolución irrumpiendo en la noche transparente (1985)

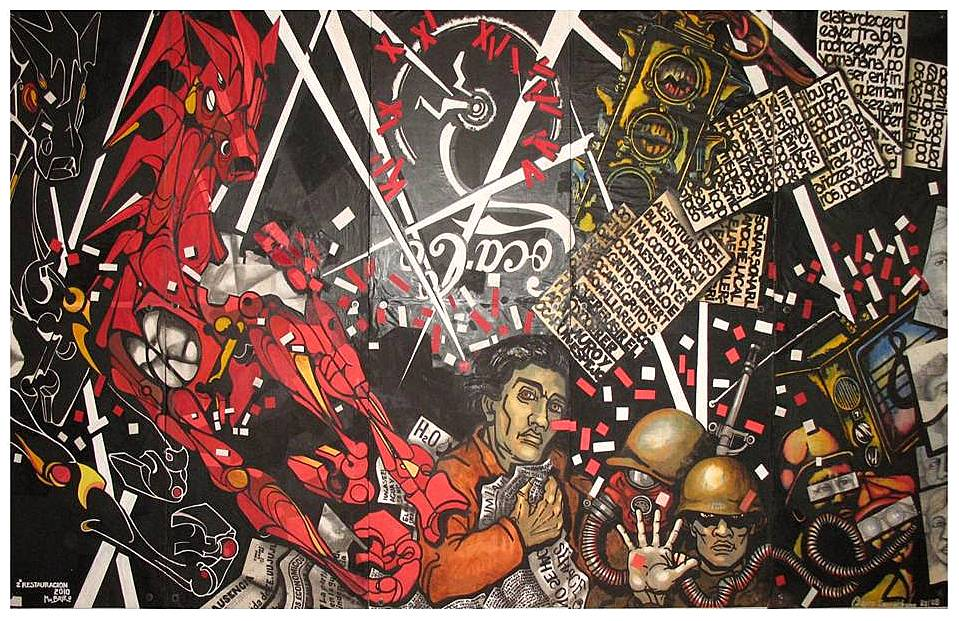
Visión fantástico delirante de la revolución irrumpiendo en la noche transparente (1985

- Tripedos y nocturno (1985) Obra en la que el autor se apropia de diseños de los textiles de la cultura Jalca (Chuquisaca, Bolivia), con la representación de seres zoomorfos e iconografías andinas, realizada en la técnica del esgrafiado que permite una doble lectura mediante relieves y pintura al óleo. Es parte de una serie temática.

- Dojo. Arquitectura, diseño y construcción de la Escuela de Artes Marciales y vivienda, realizada en la ciudad de Cochabamba en los años 90. Propiedad del Dr. Ismael Saavedra.

Detalle de la torre y campanario en que se destaca la esbeltez del diseño y la combinación de materiales y tecnologías constructivas.
- El pojchaso, de los Andes para la humanidad. (2006) Tríptico, óleo sobre lienzo y esgrafiado.

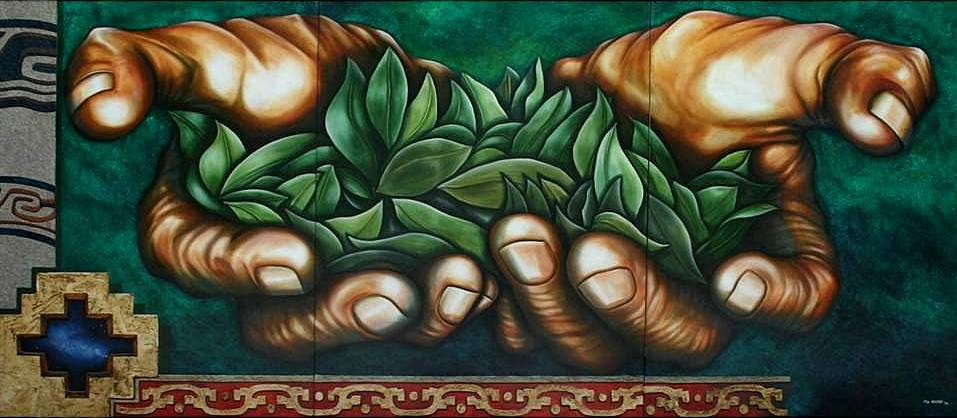
El pojchaso, de los Andes para la humanidad. Tríptico.

## Producción del artista
De 1982 al 2015  Bayro realizó 35 exposiciones individuales y participó en concursos de dibujo, pintura y fotografía, logrando algunos premios. También participó en bienales y eventos en Bolivia, Japón, Cuba, Argentina, República Dominicana, Canadá, Ecuador, Estados Unidos y Perú.
El proceso artístico y obras han sido comentados por especialistas. Poetas y periodistas culturales en artes, como Julio Ríos Calderón, Fernando Lozada, Juan José Pacheco, Ernesto Lombardo, Héctor Luís Moraes Olmos, Rubén Vargas, entre otros.
Su obra ha sido publicada y comentada en catálogos y revistas culturales en Bolivia.
Mediante la gestión cultural ha sido parte de festivales, concursos, eventos artísticos así como de colectivos y producciones en distintos formatos y medios.
Varias de sus obras se encuentran en colecciones institucionales en: Convento de Asís. Italia, Facultad de Arquitectura y Artes, Universidad Mayor de San Andrés. Círculo de la Unión, La Paz, Bolivia, Archivo del Instituto Americano de Arte del Cusco. Perú. Parroquia ¨La Sagrada familia¨, Barcelona, España. Estudio Bayro Corrochano, Puebla, México. Escuela Contemporánea de Músicas, La Paz, Bolivia. Escuela Wu Tao Kuan, Cochabamba, Bolivia. Escuela de Extensión de la Universidad Nacional Autónoma de México. UNAM, Hull, Quebec, Canadá. Galería de la Embajada de Bolivia, Ottawa, Canadá. Fundación Konrad Adenauer, Bonn, Alemania. Acervo Cultural del Museo Toledo, Oaxaca - México. Museo de Arte Contemporáneo, UNAM, México. The Youmiuri Shimbum, Isetan Art Museum, Shinjyuku, Japón. Organización de Estados Americanos, OEA, Washington, USA.